# Machaerium darlense
Machaerium darlense är en ärtväxtart som beskrevs av Henri François Pittier. Machaerium darlense ingår i släktet Machaerium och familjen ärtväxter. Inga underarter finns listade i Catalogue of Life.